# Амфиклея
Амфикле́я (др.-греч. Ἀμφίκλεια), Амфикея (др.-греч. Ἀμφίκαια) — древнегреческий город в Северной Фокиде. Ныне развалины близ селения Дади, переименованного в 1915 году в Амфиклею.
После Священной войны (356—346 до н. э.) некоторое время называвался Офитея (Ὀφιτεία).
Город славился заповедным, без входа и для всех недоступным храмом Диониса. Этот бог будто бы дал жителям способность во сне указывать нужные для излечения болезней лекарства.